# Wild Hogs
Wild Hogs es una película cómica estadounidense de 2007, dirigida por Walt Becker y protagonizada por Tim Allen, John Travolta, Martin Lawrence y William H. Macy. Fue estrenada en los Estados Unidos y Canadá el 2 de marzo de 2007.

## Argumento
Woody Stevens (John Travolta), Doug Madsen (Tim Allen), Bobby Davis (Martin Lawrence) y Dudley Frank (William H. Macy) son cuatro hombres en la mediana edad que viven en los suburbios de Cincinnati quienes se encuentran frustrados con sus vidas diarias. Woody es un antiguo rico hombre de negocios quien se encuentra solo y en bancarrota. Doug es un dentista que no puede relacionarse con su hijo y extraña su antigua gloria universitaria cuando era llamado "El Caballero Dorado". Bobby es un plomero dominado por su mujer e hijas quien trata de seguir su sueño de escribir un libro acerca de cómo se realizan las tareas de un plomero. Dudley es un geek de la computación que busca una mujer en su vida. Su pasatiempo colectivo siempre ha sido andar en motocicletas en la ciudad porque después de la universidad dejaron de ser la "típica" pandilla motera. Ellos incluso tienen chaquetas de cuero con el nombre de su pandilla, los "Wild Hogs", en la espalda.
Después de que Woody descubre que su matrimonio va a terminar en divorcio y que él se encuentra en la quiebra, sugiere a los Wild Hogs iniciar un viaje a través del país en sus motocicletas en busca de una aventura. Luego de dudarlo un poco, los otros tres miembros aceptan e inician el viaje en sus Harley-Davidsons.
El viaje está lleno de momentos cómicos y algunas veces desastres. Por ejemplo, cuando ellos duermen juntos y con poca ropa, un policía (John C. McGinley) les dice que eso es comportamiento lascivo, pero solo está bromeando con ellos, ya que en realidad es gay y está celoso. Más tarde, los cuatro van a nadar desnudos, pero la situación se complica cuando una familia también llega al lugar. Cuando ellos descubren que los cuatro hombres están desnudos huyen del lugar rápidamente. El policía aparece de nuevo, también desnudo, y se une a los cuatro hombres, mostrando interés sexual en ellos. Esto hace que los cuatro abandonen el lugar.
La diversión termina cuando los cuatro hombres se detienen en un pequeño bar en Nuevo México y se encuentran con una verdadera pandilla de motocicletas llamada los Del Fuego. El líder, Jack (Ray Liotta), engaña a los Wild Hogs en un intercambio de motocicletas, y entonces les dice que mejor dejen el lugar antes de que algo malo suceda. El grupo abandona el bar sin la motocicleta de Dudley, escuchando cómo los Del Fuego dicen que los Wild Hogs no son verdaderos moteros, como Damien Blade, el fundador de la pandilla, quien además construyó el bar.
A menos de una milla del lugar, Woody se detiene, enojado por lo que ha pasado. Él les dice a sus amigos que va a volver y razonar con Jack. Pero cuando Woody llega al bar, se arma de coraje y corta los manguitos de combustible en todas las motocicletas de la pandilla antes de abandonar el lugar con la moto de Dudley. Él regresa con sus amigos, los cuales están sorprendidos, y les explica que simplemente amenazó a la banda con acciones legales si no devolvían la motocicleta. El grupo abandona el lugar debido a la insistencia del nervioso Woody. Jack ordena seguir a los Wild Hogs, pero cuando equivocadamente tira un cigarrillo, éste entra en contacto con la gasolina en el suelo, lo que produce una reacción en cadena que destruye el bar. Los Del Fuego juran revancha, mientras empiezan a reparar sus vehículos.
Mientras tanto, debido a la insistencia de Woody de no detenerse por ninguna razón, los Wild Hogs se quedan sin combustible y se ven obligados a detenerse en el pequeño pueblo de Madrid (Nuevo México) para aguardar hasta el otro día, cuando la estación de servicio abre. Al principio, los cuatro son confundidos como verdaderos Del Fuego y temidos por la gente del pueblo. Una vez que el malentendido es aclarado, el Sheriff del pueblo (Stephen Tobolowsky) les dice a los Wild Hogs que los Del Fuego aterrorizan al pueblo y la pequeña fuerza policial, la cual recibe entrenamiento de armas venciendo el videojuego Doom, es incapaz de hacer nada contra ellos.
En un festival de chili esa noche, Dudley conoce a Maggie (Marisa Tomei) e inmediatamente se siente atraído hacia ella. Mientras él la corteja, Bobby se encuentra con dos Del Fuego en el pueblo, quienes ya habían visto a los Wild Hogs e informado a Jack. Creyéndose intocable debido a lo dicho por Woody de una "acción legal", Bobby humilla a los dos moteros. Ellos, bajo órdenes de Jack, se rehúsan a hacer algo y simplemente dejan el área humillados. El pueblo alaba a los Wild Hogs como salvadores, pensando que son una pandilla amigable que puede protegerlos.
Dudley pasa la noche con Maggie. La mañana siguiente, los Del Fuego arriban en masa y Jack grita a la gente del pueblo que su pandilla destruirá lentamente el pueblo hasta que los Wild Hogs salgan a pelear. Woody revela su mentira acerca del incidente del bar. Cuando los Del Fuego comienzan a destruir el diner de Maggie, Dudley sale a defenderlo. Los demás Wild Hogs también salen a ayudar a Dudley y se inicia una pelea entre cuatro Del Fuego y los Wild Hogs. En evidente desventaja, los Wild Hogs son derrotados, pero se rehúsan a ver cómo destruyen el restaurante. Con su dignidad en la línea, ellos continúan levantándose y recibiendo golpe tras golpe, para sorpresa y furia de Jack. Solo entonces la gente del pueblo sale con armas caseras para defender a sus nuevos amigos; ellos exigen que los Del Fuego abandonen el lugar y dejen a los Wild Hogs solos. La situación termina con la llegada del mismísimo Damien Blade (Peter Fonda). Blade reprende a Jack y a los Del Fuego por abusar de cuatro hombres y pueblerinos y revela que él pensaba que su bar era una porquería y lo había asegurado por el doble de su valor (también se descubre que Jack es hijo de Damien). Damien le señala a Jack que él ha olvidado lo que es ser un motero, y que eso no incluye comportamiento brutal ni violencia. Los Del Fuego se marchan avergonzados. En una referencia a Easy Rider, Blade le dice a los Wild Hogs que ellos necesitan "perder sus relojes", que se refiere a la escena cuando, justo antes de partir en su odisea a través del país, Wyatt, el personaje de Fonda, toma su reloj y lo arroja en el suelo.
Las esposas de Bobby y Doug llegan al pueblo. Bobby le dice a su esposa que a él no le gusta cómo ella le controla y ambos se reconcilian. Doug impresiona a su hijo contándole sus aventuras. Dudley le dice a Maggie que él regresará pronto al pueblo para pasar tiempo con ella. Los cuatro toman sus motos y continúan su viaje hacia la costa Pacífica.
En los créditos finales se puede ver un falso de Extreme Makeover: Home Edition donde se construye un nuevo bar para los Del Fuego. Jack trata de contener las lágrimas sin éxito.

## Motocicletas
Las motocicletas usadas en la película fueron provistas por Harley-Davidson. La moto usada por Dudley fue una XL1200C Sportster Custom, la de Bobby una FXSTS Springer Softail, la de Doug una Black Fatboy con cromo en la llanta delantera y la de Woody fue una Screaming Eagle Fatboy.

## Recepción
Tras su estreno el 2 de marzo de 2007, Wild Hogs recibió críticas negativas principalmente. Sam Adams del Los Angeles Times dijo que "el paisaje del filme es arruinado con el equivalente cómico del crecimiento suburbano, un ciclorama de chistes preusados y lamentos". Adams también dijo que "cuando llega a la línea final, se siente como si Wild Hogs hubiera durado para siempre". El crítico James Berardinelli le otorgó al filme una estrella y media de cuatro, describiéndolo como "una artrítica comedia cuyo humor está por debajo de la mediocridad y cuyo drama desanima". Aunque Berardinelli creyó que el filme "tuvo sus pequeñas partes placenteras", también creyó que era "cansado e innecesario" y que "confirma que la carrera de John Travolta está en caída libre".
Aunque la mayoría de los críticos expresaron opiniones negativas, algunos fueron más compasivos. Ty Burr de The Boston Globe comparó los méritos del filme con motocicletas, diciendo que la película era  "un presuntuoso viaje de fin de semana... el motor podría usar tuneo y los remaches no sirve, pero te permite realizar la mayor parte del viaje". Aunque también escribió críticas negativas, Burr alabó el final de la película, diciendo que "cuenta un resultado satisfactorio" y que, con la excepción de Allen, cada uno de los miembros del reparto "ganaron sus designadas risas". También comparó favorablemente al filme con RV, otra película de comedia enfocada en viajes en la carretera.
A pesar de las críticas negativas, el filme recaudó $39.6 millones en su semana de estreno, ocupando el primer lugar en la taquilla y triplicando el montón de Zodiac, que se estrenó en la misma semana. El filme se desempeñó bien en la taquilla, cayendo solo un 30.5% en su segunda semana y llegando a alcanzar $162 millones en los Estados Unidos y $252.8 en todo el mundo.

## Clasificación de la MPAA
El filme recibió la clasificación PG-13 de la MPAA por contenido inapropiado para niños pequeños.

## Reparto
- John Travolta – Woody Stevens
- Tim Allen – Doctor Doug Madsen
- Martin Lawrence – Bobby Davis
- William H. Macy – Dudley Frank
- Ray Liotta – Jack Blade
- Marisa Tomei – Maggie
- Kevin Durand – Red
- M.C. Gainey – Murdock
- Jill Hennessy – Kelly Madsen
- Tichina Arnold – Karen Davis
- Stephen Tobolowsky – Sheriff Charley
- John C. McGinley - Policía
- Peter Fonda – Damien Blade (cameo)
- Kyle Gass - Él mismo

## Lanzamiento para DVD
Wild Hogs fue lanzada en formato DVD el 14 de agosto de 2007.